# کاخ کلات

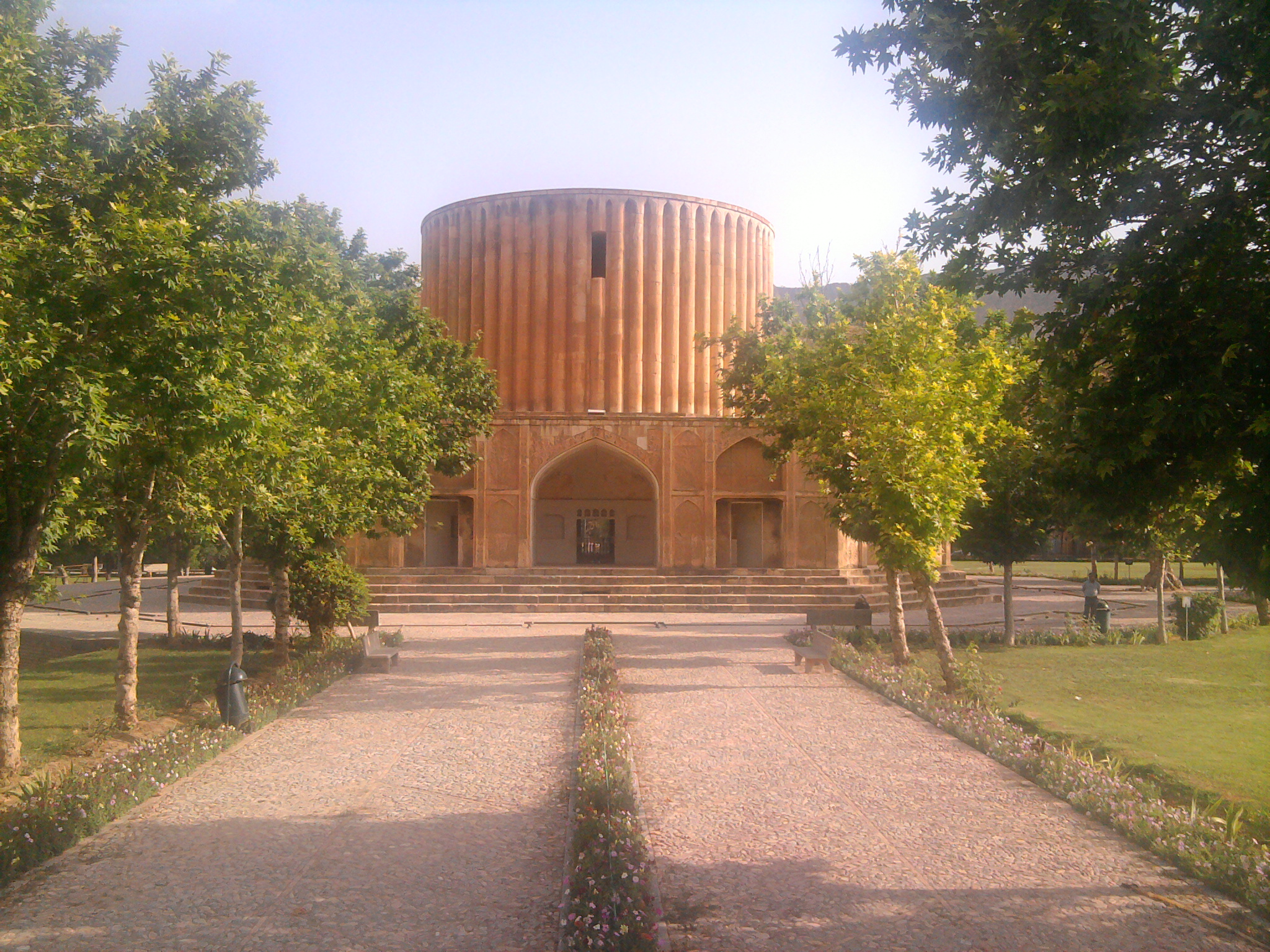
کاخ خورشید

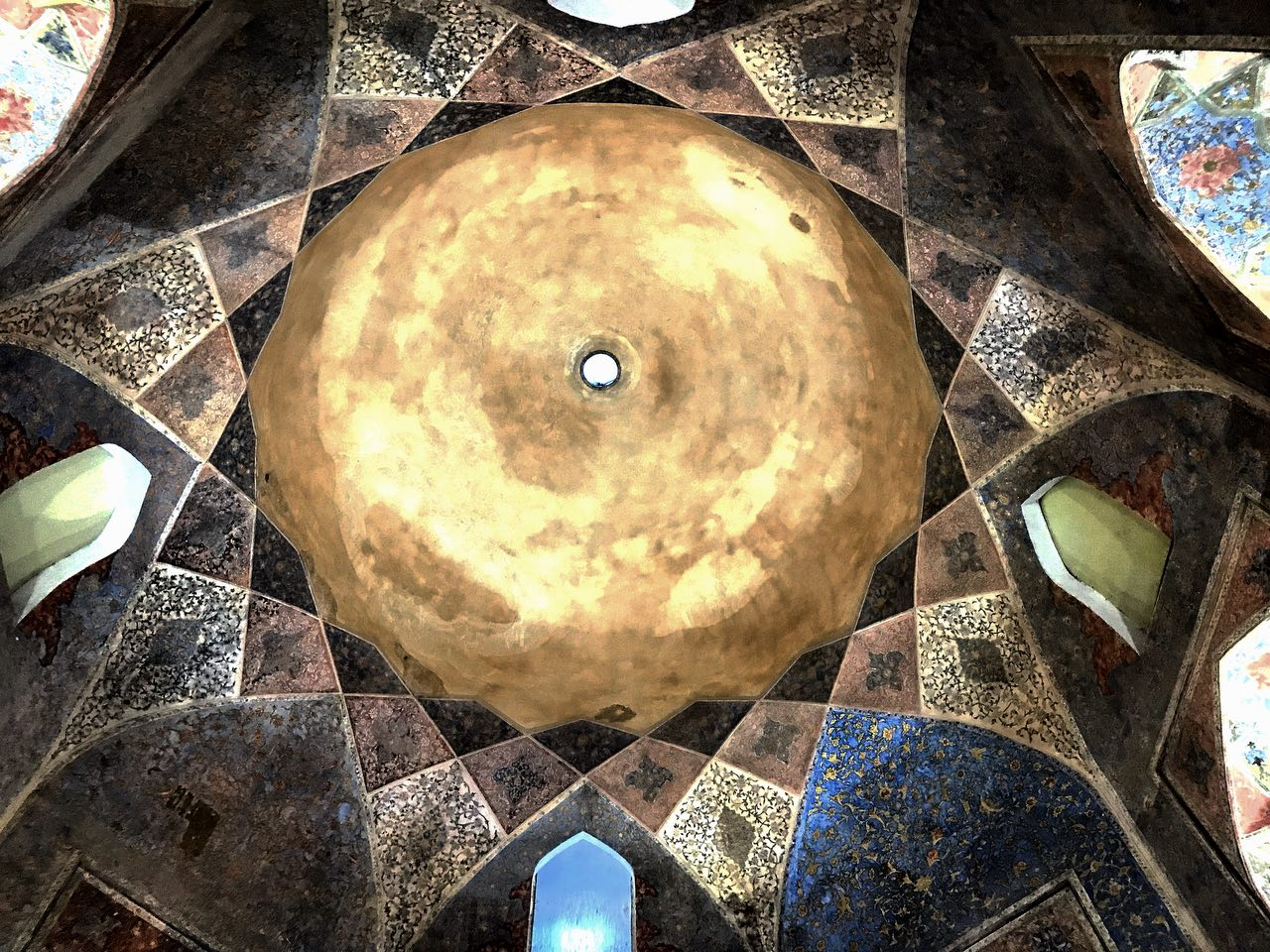
تصویری از نمای داخلی گنبد کاخ خورشید

نادر دژ، کاخ نادر، کاخ کلات، کاخ خورشید، یا عمارت خورشید، بنایی مربوط به از سدهٔ ۷ تا ۱۳ ه‍.ق است و در کلات، داخل شهر واقع شده و این اثر در تاریخ ۲۰ بهمن ۱۳۱۸ با شمارهٔ ثبت ۳۲۹ به‌عنوان یکی از آثار ملی ایران به ثبت رسیده است.
موزهٔ خراسان بزرگ در کوهسنگی مشهد، با الگوبرداری از کاخ کلات طراحی شده است.

## پیشینه

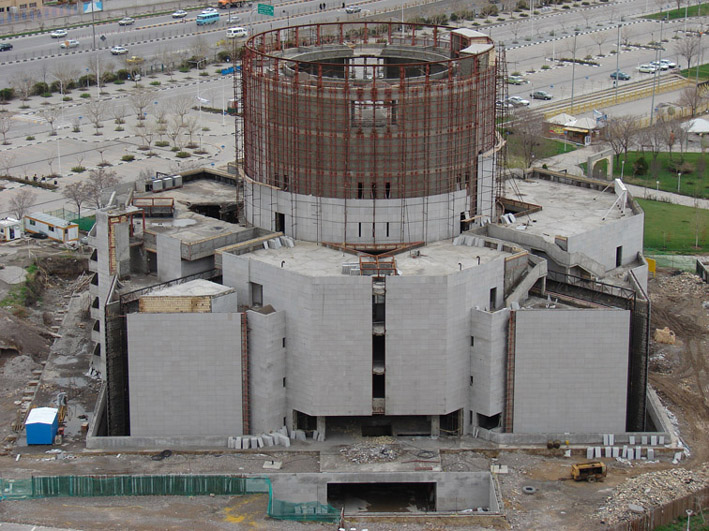
موزه خراسان بزرگ

کاخ کلات (کاخ خورشید) در سال ۱۱۵۱ ه‍. ق، به دستور نادرشاه جهت اقامت و خزانه برای جواهرات و غنایم در کلات (نادر دژ) ساخته شده است. کلات به معنی قلعه و برج و بارو است (پیش از اسلام تقریباً تمامی شهرها را به شکل کلات می‌ساختند که در آن‌ها مسئلهٔ نظام طبقاتی رعایت می‌شده است. این طبقات اجتماعی پیش‌تر سه طبقه بوده که بعدها به چهار طبقه تبدیل شده است؛ که شامل ارتشداران، موبدان، استریوشان و صنعتگران می‌شده این‌ها هر کدام در شهر جای خود را داشتند).
این بنا مربوط به سال‌های آغازین به قدرت رسیدن نادرشاه افشار می‌باشد. عملیات ساخت کاخ در تمام درازای پادشاهی وی ادامه داشته و حتی تا آخرین سال‌های زیستن نادرشاه یعنی سال ۱۱۶۰ هجری قمری در دست ساخت بوده است؛ زیرا کتیبهٔ ثلث بسیار زیبای «سورهٔ نباء» که در قسمت دور تا دور فضای گنبد نوشته شده به همین تاریخ اشاره دارد.

## معماری
این کاخ در میانهٔ باغ بزرگی قرار دارد که شامل یک بنا در سه طبقه است. ارتفاع آن در گذشته، حدود ۲۵ متر بوده است اما در حال حاضر به علت خرابی طبقهٔ سوم، ارتفاع آن بیش از ۲۰ متر نیست. طبقهٔ یکم آن ۸ ضلعی است که آن را روی چهار ردیف پلکان به شکل هرم بر پا کرده‌اند. ورودی‌های کاخ، در ضلع‌های هشتگانه قرار دارد که به سالن اصلی کاخ منتهی می‌شود.
این کاخ مجموعاً دارای ۱۲ اتاق است که داخل هر اتاق نیز تزئیناتی از نقاشی و گچ‌بری دیده می‌شود. تا چند دهه پیش در میان این تزئینات، تصاویری از شاهزادگان نادری نیز وجود داشت. در میانهٔ این بنای هشت ضلعی، برج استوانه‌ای مانند، در دو طبقه قرار دارد که محل اقامت شاه و خانواده‌اش بوده است. زیبایی این کاخ بیشتر در آرایش نمای خارجی کنگره‌دار ساختمان است که در آن معماری گورکانی-هندی به چشم می‌خورد. داخل اتاق‌ها با نقاشی و گچبری تزئین شده‌اند. در میانهٔ این بنا از سطح پشت بام برجی مدور با ترک‌های شبیه نیم‌ستون معروف به خیاری ساخته شده است.

## بازدید
در حال حاضر این عمارت جهت موارد گردشگری مورد استفاده قرار می‌گیرد. همه‌ساله، خصوصاً در اوایل فصل بهار، بازدیدکنندگان زیادی جهت بازدید از کاخ و همچنین سایر موارد تاریخی و طبیعی شهرستان کلات به این شهر می‌آیند.

### ساعات مجاز بازدید
در حال حاضر درب‌های ورودی این عمارت جهت بازدید، از ساعات ۸ صبح الی ۲۰ شب به روی گردشگران باز است.

### هزینهٔ بازدید
هزینهٔ ورودی برای بازدید از عمارت خورشید (بدون محدودیت زمانی) مبلغ ۳۰۰۰۰ تومان به ازای هر گردشگر ایرانی و مبلغ ۱۵۰ هزار تومان به ازای هر گردشگر خارجی می‌باشد.

## موزه مردم‌شناسی
در طبقه پایین این عمارت، موزه‌ای توسط سازمان میراث فرهنگی ساخته شده که به نمایش گذشته مردم کلات می‌پردازد. این موزه شامل مجسمه‌هایی از مراسم‌های سنتی این شهر (مانند عروسی‌های قدیمی، کشاورزی و ابزارآلات آن، ریسندگی و بافندگی، پرورش حیوانات، عطاری و…) است.
این بخش از کاخ نادر، در طبقه‌پایین این عمارت به شکل دایره‌ای و کاملاً سنتی طراحی شده. به طوری که حس قدم زدن در زمان‌های گذشته را به گردشگران القا می‌کند.
لازم است ذکر شود که استفاده از موزه مردم‌شناسی برای بازدیدکنندگان هزینهٔ اضافی در پی ندارد.

### محصولات سنتی
در قسمتی از موزه مردم‌شناسی کاخ نادر، بخش کوچکی جهت فروش کتاب‌های تاریخی (خصوصا کتاب‌های مربوط به دوران افشاریه و زندگی‌نامه نادرشاه افشار وجود دارد)
در قسمتی دیگر، محصولات سنتی کلات، شامل لباس‌های ابریشمی دست‌باف و ظروف قدیمی مشاهده می‌شود.

### قاب‌های تصاویر
قبل از رسیدن به سردابه و ورود به موزه مردم‌شناسی، دور تا دور فضای ورودی، از تصاویری پوشانده شده که دیدنشان خالی از لطف نیست؛ تصاویری از سایر بناهای تاریخی و طبیعی شهر کلات قاب شده است. قدمت بعضی از تصاویر بسیار زیاد است به طوری که تصاویر را سیاه و سفید می‌بینید.

### سردابه
در مرکز موزه مردم‌شناسی که به صورت ۸ ضلعی ساخته شده است، سردابه‌ای قدیمی قراردارد که هوای بسیاری خنکی دارد. هدف از ساخت این سردابه محلی برای دفن نادرشاه بود اما در دوران قاجار، این سردابه به زندان تغییر کاربری داده است.
محیط این سردابه خیلی بزرگ نیست اما با توجه به پایین بودن مکان آن، در تمام فصول سال، کاملاً سرد و خنک است و حتی کوچک‌ترین بادی که می‌وزد کاملاً محیط را سرد می‌کند.
در دورتادور این سردابه نیز، تصاویری از گذشته کاخ (از قبل از مرمت تا بعد از مرمت و حال) وجود دارد و سیر تکاملی کاخ را به طوری داستانی نشان می‌دهد. همچنین باید اضافه کرد که تصاویر صرفاً به عمارت خورشید محدود نمی‌شوند و از گذشتهٔ سایر مکان‌های تاریخی کلات (مانند مسجد کبودگند) نیز، داستان‌هایی برای گفتن دارد.